# Linda Lingle
Linda Lingle, née Cutter le 4 juin 1953 à Saint-Louis, est une femme politique américaine, membre du Parti républicain. Elle est gouverneure de l'État d'Hawaï entre 2002 et 2010.

## Biographie

### Enfance et études
Linda Cutter est née dans l'État du Missouri. À l'âge de douze ans, elle et sa famille s'installent en Californie. 
En 1975, elle obtient un diplôme en journalisme et s'installe à Hawaï où elle commence à travailler dans la communication.

### Carrière politique
En 1980, Linda Lingle commence sa carrière politique en tant qu'élue au conseil du comté de Maui, poste où elle est réélue à cinq reprises pour des mandats de deux ans.
En 1990, alors âgée de 37 ans, elle est élue maire du comté à la surprise générale contre un notable démocrate ; elle est en outre facilement réélue en 1994.

#### Gouverneure
En 1998, elle perd de peu l'élection pour la poste de gouverneur de l'État d'Hawaï. Avec moins de 1 % des voix contre le démocrate Benjamin Cayetano, elle obtient de la commission électorale que les voix soient recomptées dans ce qui constitue alors une des élections les plus serrées de l'histoire d'Hawaï.

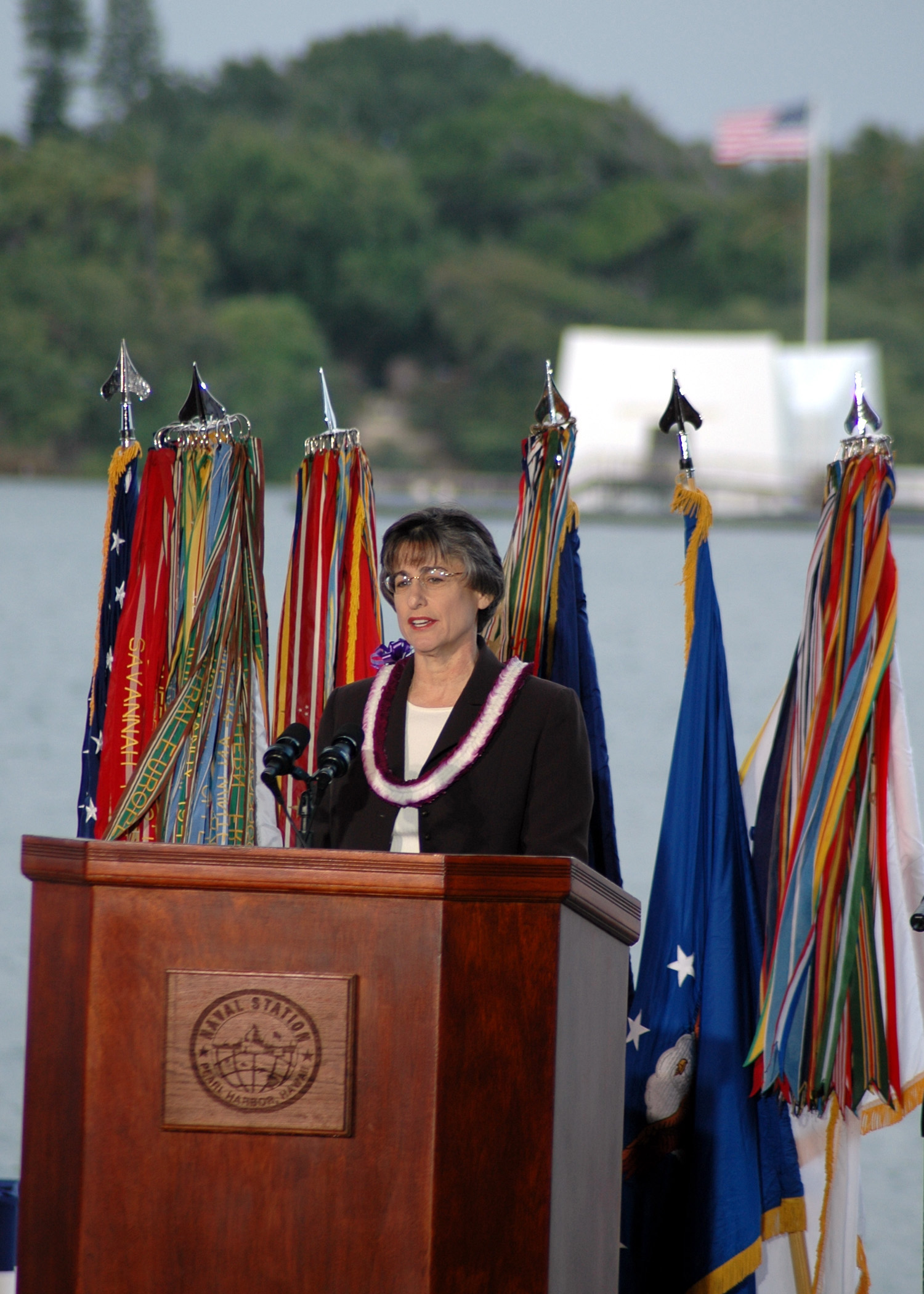
Linda Lingle s'adresse à des membres du National Park Service à l'occasion du de l'attaque de Pearl Harbor, le 7 décembre 2006.

De 1999 à 2002, elle préside la branche hawaïenne du Parti républicain, qu'elle réforme avec succès au vu des victoires électorales successives amenant le parti à obtenir 19 des 51 sièges de la Chambre des représentants de l'État. Le 5 novembre 2002, Linda Lingle est élue gouverneure, contre la candidate démocrate Mazie Hirono ; elle prête serment le 2 décembre de la même année comme sixième gouverneur de l'État depuis 1959. Elle est la première femme, la première personne de confession juive à diriger cet État et le deuxième gouverneur républicain après William Quinn, le premier gouverneur élu en 1959.

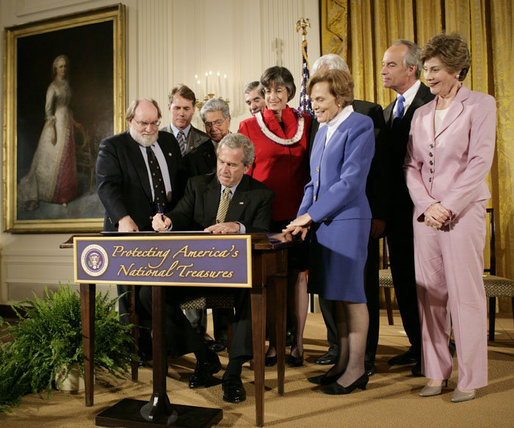
Linda Lingle à la Maison-Blanche derrière George W. Bush lors de la promulgation de la loi portant création du monument national des îles du Nord-Ouest d'Hawaï.

En juin 2006, elle est invitée à la Maison-Blanche lors de la création comme monument national par George W. Bush des îles du Nord-Ouest d'Hawaï, lesquelles constitueront alors la plus grande zone marine protégée du monde, à l'abri de la pêche commerciale.

## Prises de positions au niveau national
En 2004, elle soutient la campagne du président sortant George W. Bush, mais échoue à lui offrir l'État lors des élections de novembre ; néanmoins, George W. Bush y réalise un des meilleurs scores républicains depuis 1984. Cependant, aux élections du Congrès local, le parti républicain recule de cinq sièges en dépit de la popularité de la gouverneure.

## Vie privée
Mariée et divorcée deux fois, Linda Lingle n'a pas d'enfant.